# Tuyên ngôn Praha

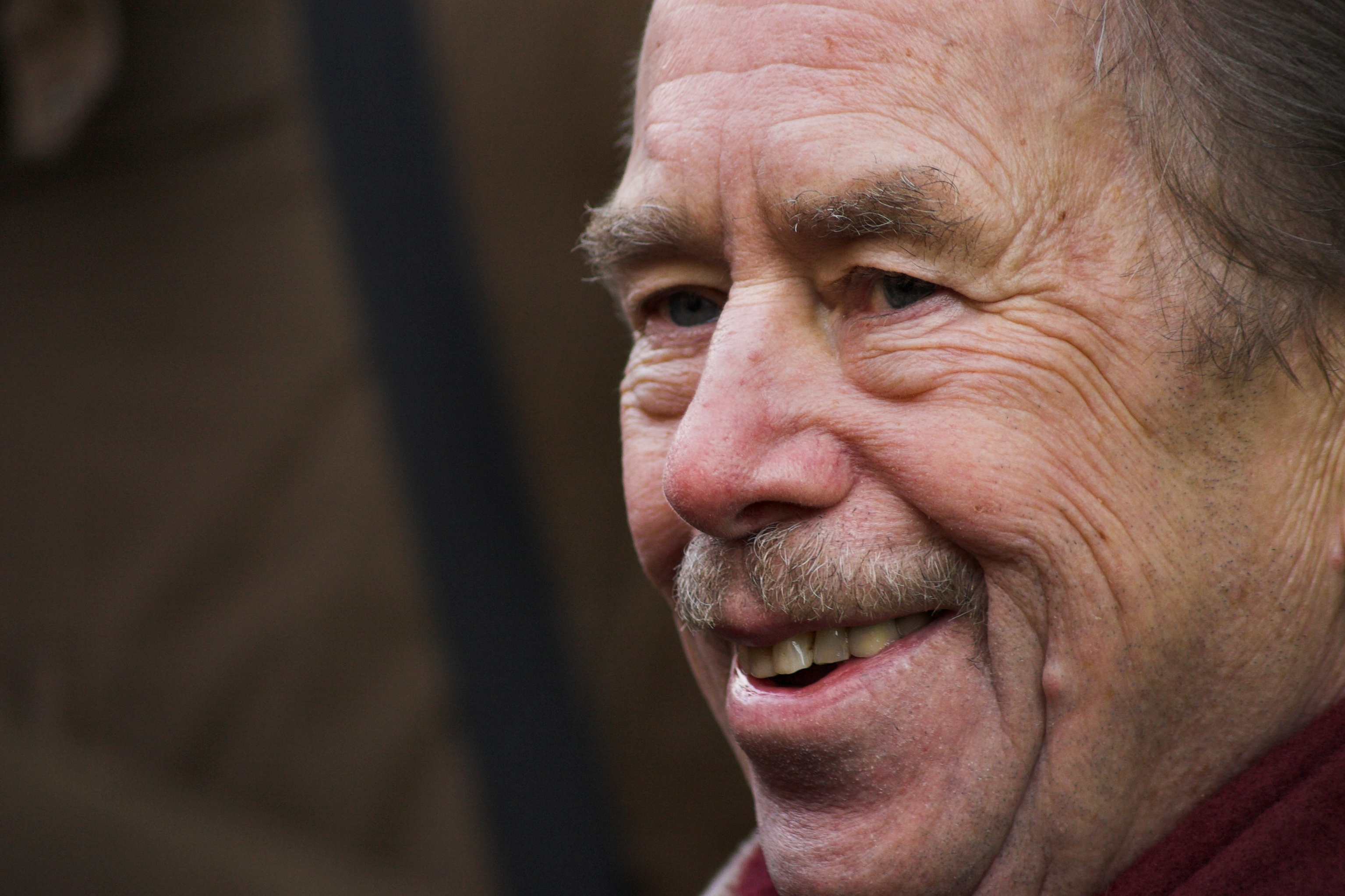
Người ký đầu tiên Václav Havel

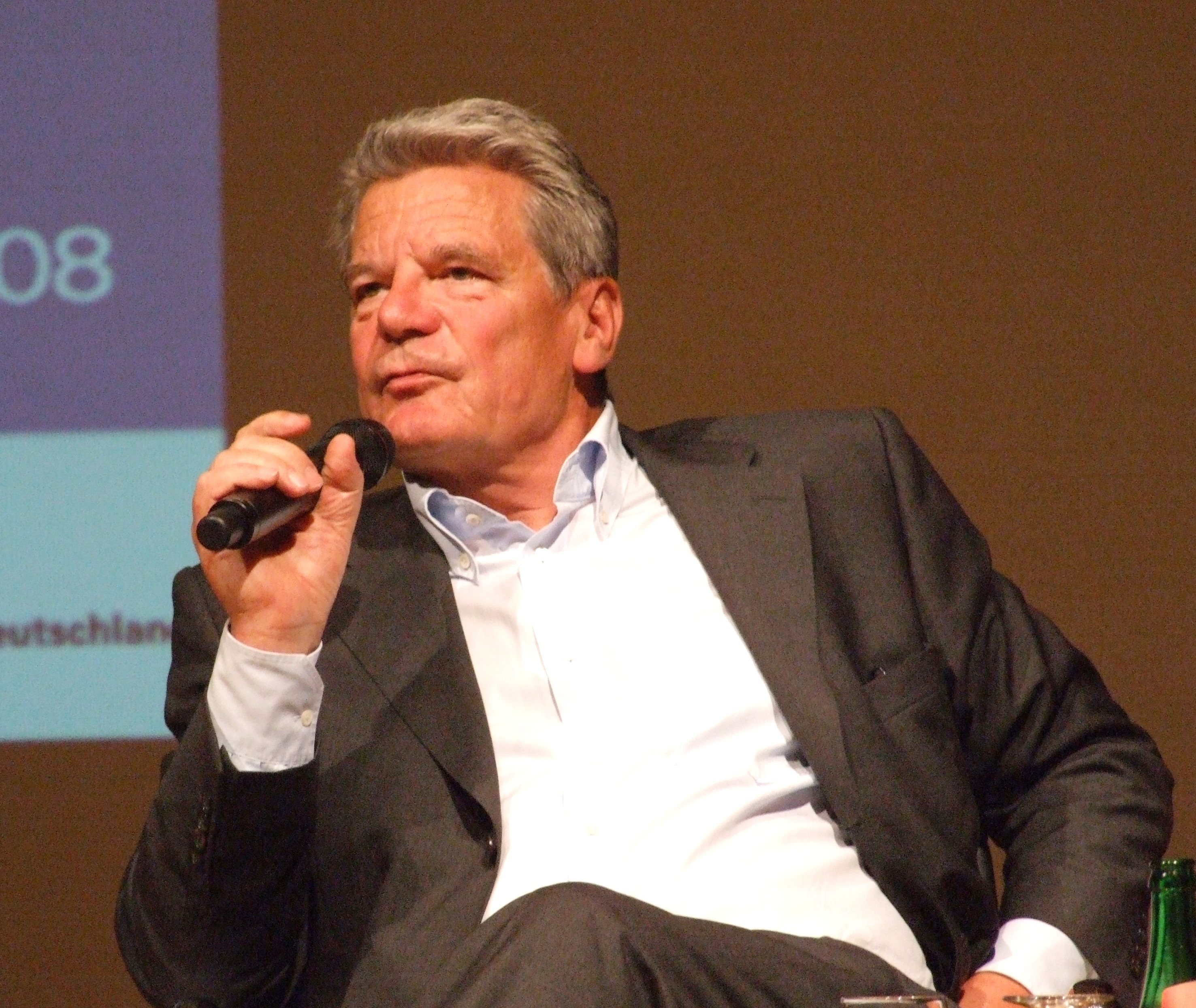
Người ký đầu tiên Joachim Gauck

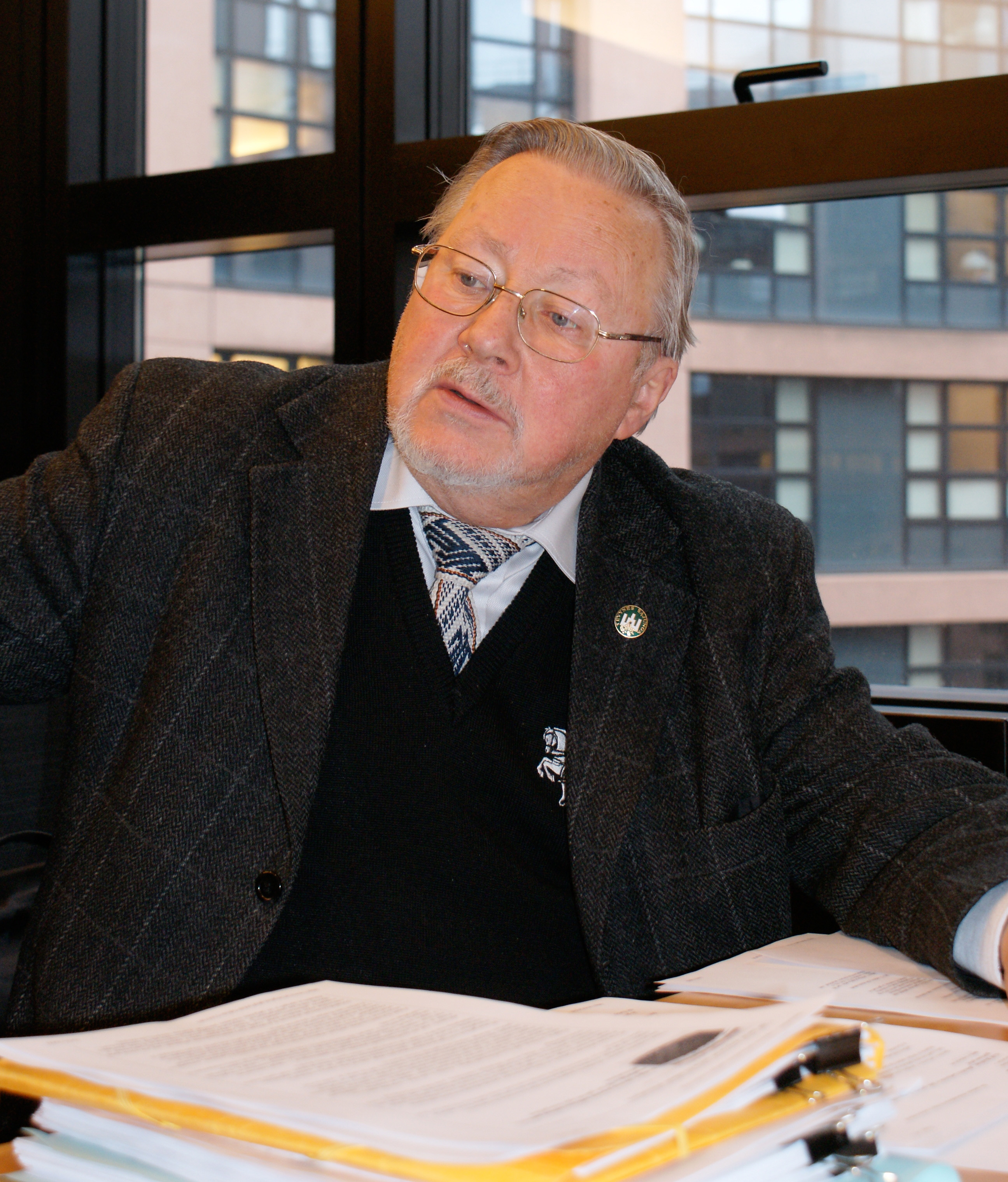
Người ký đầu tiên Vytautas Landsbergis

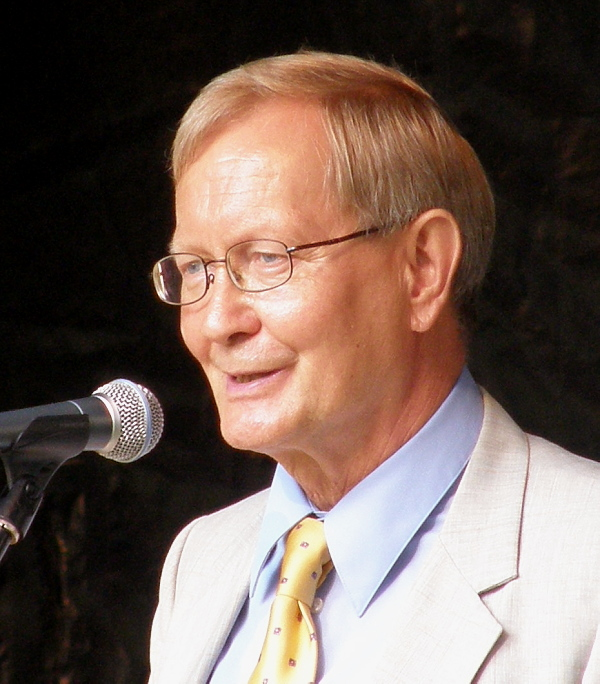
Người ký đầu tiên Tunne Kelam

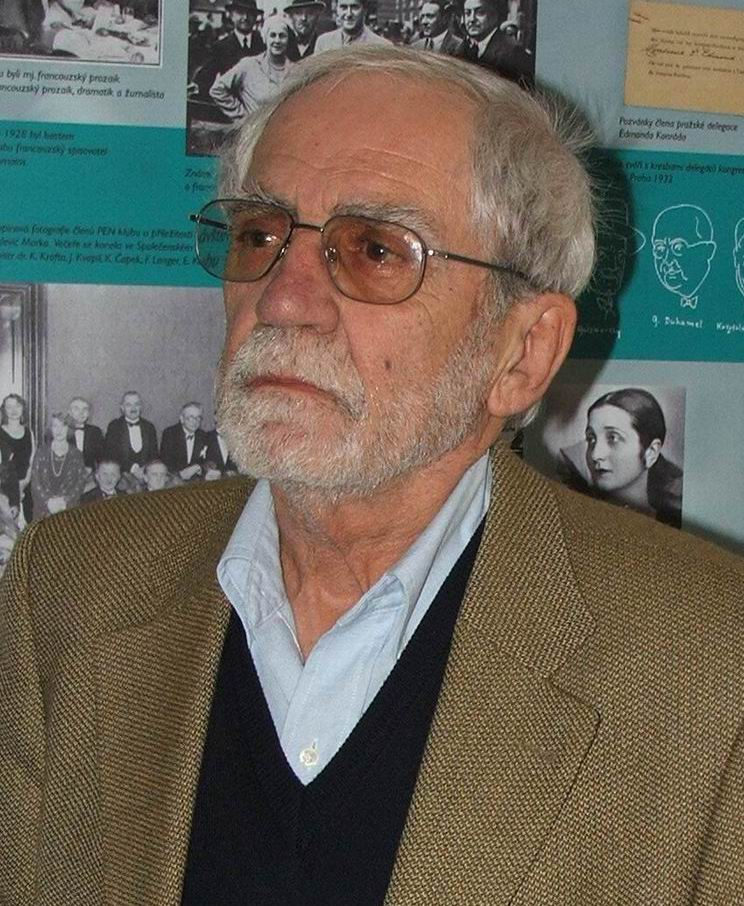
Người ký đầu tiên Jiří Stránský

Tuyên ngôn Praha tên đầy đủ là Tuyên ngôn Prague về Lương tâm Âu Châu và chủ nghĩa Cộng sản (tiếng Anh: Prague Declaration on European Conscience and Communism) là một tuyên ngôn chống cộng lớn mà được khởi xướng bởi chính phủ nước Cộng hòa Séc, đã được một số chính trị gia Âu Châu, những tù nhân chính trị cũ và sử gia ký vào ngày 3 tháng 6 năm 2008. Trong số những người ký có Václav Havel và Joachim Gauck. Tuyên ngôn đòi hỏi, ngoài những vấn đề khác, lên án tội ác Cộng sản và kêu gọi lấy ngày 23 tháng 8 Ngày Âu Châu tưởng niệm các nạn nhân của chủ nghĩa Stalin và chủ nghĩa Quốc xã. Ngày tưởng niệm đã được nghị viện Âu Châu vào ngày 2 tháng 4 năm 2009 ủng hộ.

## Hội nghị
Tuyên ngôn này là kết quả của hội nghị "Lương tâm Âu Châu và chủ nghĩa Cộng sản", một hội nghị quốc tế mà đã được thực hiện tại thượng nghị viện Cộng hòa Séc từ ngày 2 tới 3 tháng 6 năm 2008, được mời bởi Ủy ban về Giáo dục, Khoa học, Văn hóa, Nhân quyền và kiến nghị (Cộng hòa Séc), dưới sự đỡ đầu của Alexandr Vondra, phó thủ tướng Cộng hòa Séc về quan hệ Âu Châu, và được tổ chức bởi Jana Hybášková đại biểu nghị viện châu Âu (EP) và nghị sĩ Martin Mejstřík cùng làm việc với Văn phòng chính phủ Cộng hòa Séc, Viện nghiên cứu về các chế độ toàn trị và Quỹ Robert Schuman của đảng Nhân dân Âu Châu (một khối trong EP).
Hội nghị "Lương tâm Âu Châu và chủ nghĩa Cộng sản" đã nhận được thư ủng hộ từ tổng thống Pháp Nicolas Sarkozy (Pháp), cựu thủ tướng Anh Margaret Thatcher, Bộ trưởng Canada Jason Kenney và cựu cố vấn anh ninh Quốc gia Hoa Kỳ Zbigniew Brzezinski.

## Bản tuyên ngôn
Trước bản tuyên ngôn đã có những Tường trình công cộng về tội ác của các chế độ toàn trị. Tuyên ngôn là một phần của quá trình rộng hơn tại cấp bực Âu Châu và quốc tế, mục đích là để đạt được những mục tiêu tương tự mà đã được nêu ra trong tuyên ngôn.
Trọng tâm của tuyên ngôn là lời kêu gọi cho "một thông hiểu chung ở Âu Châu là cả chế độ Đức Quốc xã lẫn Cộng sản toàn trị [...] nên được xem là những tai họa chính, mà đã hủy hoại thế kỷ 20." Tuyên ngôn đã nhận được sự ủng hộ từ Nghị viện châu Âu, nhất là trong nghị quyết 2009 về lương tâm Âu Châu và chủ nghĩa toàn trị, từ các bộ phận khác của Liên minh châu Âu, từ các chính phủ của nhiều nước Âu Châu mà bị ảnh hưởng bởi sự cai trị của chế độ cộng sản toàn trị và sự chiếm đóng của Liên Xô, và từ Tổ chức An ninh và Hợp tác châu Âu.

## Người ký
Những người ký đầu tiên bao gồm:
- Václav Havel, nhà bất đồng chính kiến và tổng thống của Tiệp Khắc và tổng thống Cộng hòa Séc, người ký Hiến chương 77
- Joachim Gauck, cựu Người ủy quyền liên bang về tài liệu STASI và tổng thống Đức từ 2012
- Göran Lindblad, phó chủ tịch Hội đồng Nghị viện của Ủy hội châu Âu, đại biểu quốc hội Thụy Điển
- Vytautas Landsbergis, đại biểu nghị viện châu Âu, nhà bất đồng chính kiến và tổng thống Litva
- Jana Hybášková, đại biểu nghị viện châu Âu, Cộng hòa Séc (từ 2011 đại sứ của Liên minh châu Âu ở Iraq)
- Christopher Beazley, đại biểu nghị viện châu Âu, Vương quốc Anh
- Tunne Kelam, đại biểu nghị viện châu Âu, nhà bất đồng chính kiến, Estonia
- Jiří Liška (statesman), thượng nghị sĩ, phó chủ tịch thượng viện, Cộng hòa Séc
- Martin Mejstřík, thượng nghị sĩ Cộng hòa Séc
- Jaromír Štětina, thượng nghị sĩ Cộng hòa Séc
- Emanuelis Zingeris, đại biểu quốc hội, Litva, chủ tịch ủy ban quốc tế đánh giá tội ác của các chế độ quốc Xã và chiếm đóng Liên Xô ở Litva,cựu chủ tịch danh dự của cộng đồng Do thái Litva
- Tseten Samdup Chhoekyapa, đại diện của Dalai Lama cho Trung và Đông Âu và giám đốc văn phòng Tibet Geneva
- Ivonka Survilla, lãnh tụ của chính phủ lưu vong Belarus, Canada
- Zyanon Paznyak, cựu chủ tịch mặt trận quần chúng Belarus, chủ tịch đảng bảo thủ Ki tô của mặt trận quần chúng Belarus, Hoa Kỳ
- Růžena Krásná, cựu tù nhân chính trị, chính trị gia, Cộng hòa Séc
- Jiří Stránský, cựu tù nhân chính trị, nhà văn, cựu chủ tịch PEN club, Cộng hòa Séc
- Václav Vaško, cựu tù nhân chính trị, nhà ngoại giao, nhà hoạt động Công giáo, Cộng hòa Séc
- Alexandr Podrabinek, cựu tù nhân chính trị, nhà báo,Nga
- Pavel Žáček, giám đốc Viện nghiên cứu về các chế độ toàn trị, Cộng hòa Séc
- Miroslav Lehký, phó giám đốc Viện nghiên cứu về các chế độ toàn trị, người ký Hiến chương 77, Cộng hòa Séc
- Łukasz Kamiński, phó giám đốc, Viện Tưởng niệm quốc gia (IPN), Ba Lan
- Michael Kißener, Giáo sư lịch sử, Johann Gutenberg University, Mainz, Đức
- Eduard Stehlík, sử gia, phó giám đốc, Viện lịch sử Quân đội, Cộng hòa Séc
- Karel Straka, sử gia, Viện lịch sử Quân đội Cộng hòa Séc
- Jan Urban, nhà báo, Cộng hòa Séc
- Jaroslav Hutka, nhà bất đồng chính kiến, nhà viết nhạc, người ký Hiến chương 77, Cộng hòa Séc
- Lukáš Pachta, khoa học gia chính trị và nhà văn, Cộng hòa Séc

Bản tuyên ngôn sau đó cũng được ký bởi khoảng 50 đại biểu nghị viện châu Âu và các chính trị gia khác khắp thế giới, bao gồm Els de Groen, Ģirts Valdis Kristovskis, György Schöpflin, Gisela Kallenbach, Eugenijus Gentvilas, Michael Gahler, Zuzana Roithová, Inese Vaidere, Hans-Josef Fell, Nikolay Mladenov, József Szájer, Peter Stastny, Ari Vatanen, Wojciech Roszkowski, László Tőkés, Charlotte Cederschiöld, László Surján, và Milan Zver.
Bản tuyên ngôn cũng được ký bởi Lee Edwards (Giám đốc Quỹ tưởng niệm nạn nhân Cộng sản), Asparoukh Panov (phó chủ tịch Liberal International), thi sĩ và nhà tranh đấu nhân quyền Natalya Gorbanevskaya, triết gia André Glucksmann, nhà bất đồng chính kiến Nam Tư Ljubo Sirc.

## Hiệu quả
Sau việc tuyên bố, một số phát triển chính trị đã xảy ra liên quan đến các vấn đề được đề cập tới trong Tuyên ngôn Praha. Những phát triển này được nhóm Hòa giải lịch sử Âu Châu, một nhóm bao gồm các đảng trong Nghị viện Âu Châu, mà chủ tịch là Sandra Kalniete, gọi là "quá trình Prague" 

## Chỉ trích
Tuyên ngôn Praha đã bị nhiều nhóm khác nhau phản đối. Tờ The Economist nhận định: "Nó đã thu hút được sự ủng hộ của các cơ quan như Nghị viện Châu Âu. Nhưng nó đã khiến một số, nếu không phải tất cả, các nhà hoạt động người Do Thái; các chính trị gia cánh tả (hầu hết từ Tây Âu) tức giận; và tất yếu là nước Nga."
Đảng Cộng sản Hy Lạp phản đối Tuyên bố Praha và đã chỉ trích đây là "sự leo thang mới của sự cuồng loạn chống cộng do hội đồng EU, Ủy ban châu Âu và các nhân viên chính trị của giai cấp tư sản trong Nghị viện châu Âu dẫn đầu" Đảng Cộng sản Anh cho rằng Tuyên bố Praha "là sự tiếp nối những nỗ lực dai dẳng của các sử gia chống Cộng nhằm đánh đồng Chủ nghĩa Cộng sản Liên Xô và Chủ nghĩa Phát xít Hitler, lặp lại những lời vu khống cũ của các tác giả người Anh như George Orwell và Robert Conquest."